# Штех, Марек

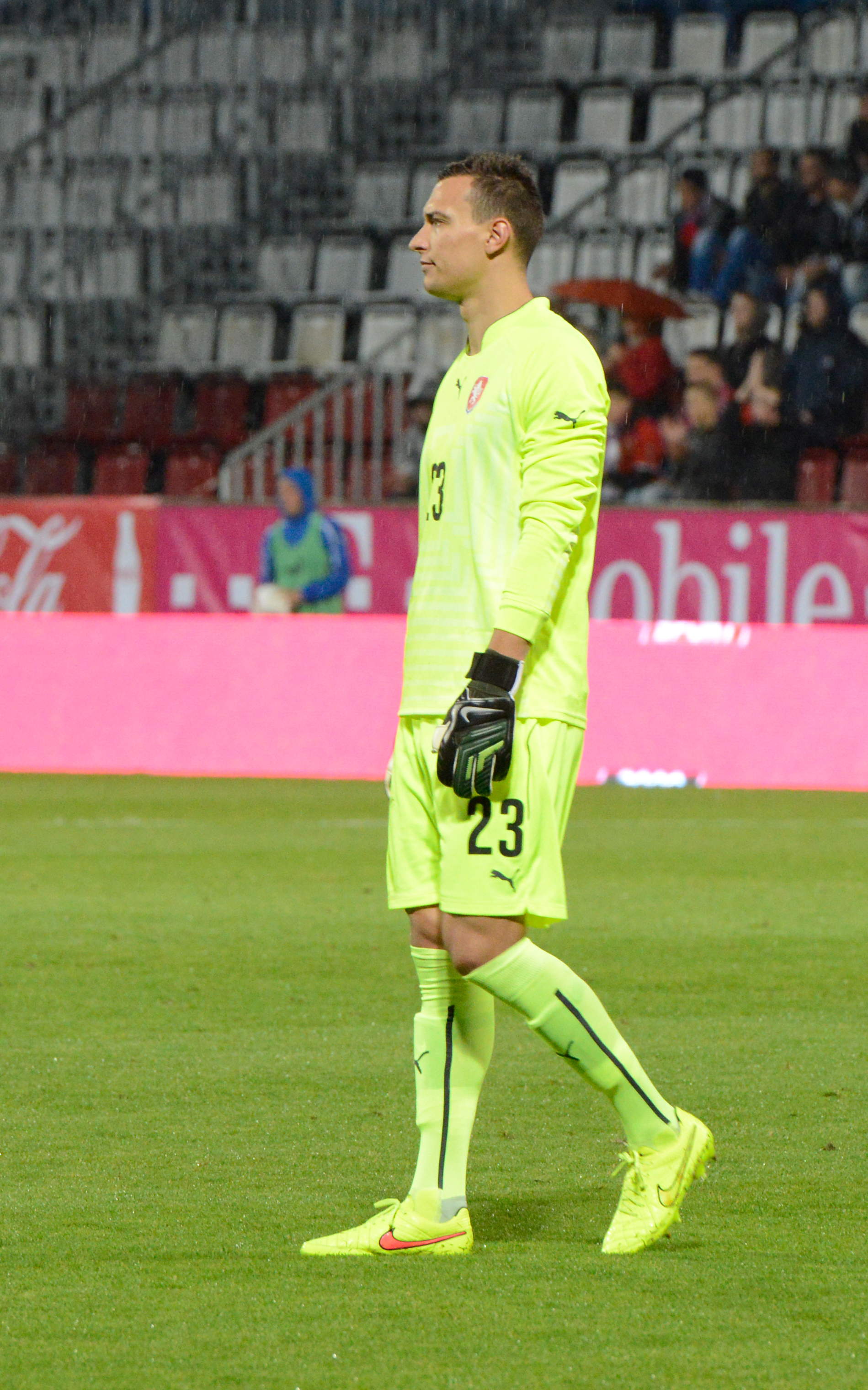
Марек Штех 2014

Марек Штех (чеш. Marek Štěch; 28 января 1990, Прага, Чехословакия) — чешский футболист, вратарь. Выступал в сборной Чехии.

## Клубная карьера
В августе 2006 года за нераскрываемую сумму «Вест Хэм Юнайтед» арендовал Штеха у пражской «Спарты».
Он сыграл в двух товарищеских матчах «Вест Хэм» (куда он пришёл на замену) против «Питерборо Юнайтед», выиграв со счётом 2:0, и сыграл 90 минут против «Саутгемптона», закончив матч вничью 2:2.
12 марта 2009 года Штеха до конца сезона арендовал «Уиком Уондерерс». Штех дебютировал в этом клубе 14 марта сыграв вничью 3:3 против клуба «Брентфорд». Тем не менее, травмы паха и бедра, полученные на тренировках, позволили ему всего лишь 2 раза выйти в матчах за «Уиком Уондерерс», пока он не вернулся в «Вест Хэм Юнайтед» для лечения.
В начале сезона 2009/10 в «Вест Хэм Юнайтед» Штех носил футболку с номером 34, однако при выступлении за свою команду в матче на Кубок Футбольной лиги 2009/10 против клуба «Миллуолл» этот номер носил футболист Оливер Ли.
11 декабря 2009 по срочному контракту на 7 дней Штеха арендовал клуб «Борнмут». На следующий день Штех дебютировал в этом клубе, но пропустил 5 голов, в итоге проиграв со счётом 0:5 команде клуба «Моркам».
Аренда Штеха «Борнмутом» была только на одну игру, после чего он вернулся в «Вест Хэм» и в следующую игру, в домашнем матче со счётом 1:1 против «Челси», был запасным вратарём. В августе 2010 года Штех сыграл свой первый полноценный матч за «Вест Хэм» против «Оксфорд Юнайтед», сохранив чистый счёт и в итоге победив с результатом 1:0.
В октябре 2011 Штеха арендовал клуб «Йовил Таун» из-за травмы своего основного вратаря Джеда Стира. Штех дебютировал в этом клубе 15 октября и обеспечил победу со счётом 3:0 в домашнем матче против клуба «Карлайл Юнайтед». 14 ноября 2011, на 5 дней раньше, он был отозван назад «Вест Хэм Юнайтедом». В игре за «Йовил» он отбил 5 мячей и свёл к ничьей с результатом 0:0 пенальти с клубом «Стивенидж» в игре 22 октября.
В конце сезона 2013/14 подписал трёхлетний контракт с пражской «Спартой».
14 июня 2017 года подписал контракт с клубом «Лутон Таун».

## Национальные сборные
Штех играл за юношеские и молодёжные национальные сборные Чехии в возрастных составах до 17 лет и до 21 года. Участник юношеского чемпионата Европы 2006 до 17 лет, где чехи заняли второе место. Его дебютная игра в возрастном составе до 21 года состоялась 3 марта 2010 года в матче против молодёжной сборной Финляндии и завершилась победой со счётом 1:0. 3 июня 2014 года сыграл свой первый матч за национальную сборную Чехии против Австрии. Матч завершился со счётом 1:2.

## Статистика выступлений за сборную
| Матчи Марека Штеха за сборную Чехии | Матчи Марека Штеха за сборную Чехии | Матчи Марека Штеха за сборную Чехии | Матчи Марека Штеха за сборную Чехии | Матчи Марека Штеха за сборную Чехии | Матчи Марека Штеха за сборную Чехии | Матчи Марека Штеха за сборную Чехии |
| ----------------------------------- | ----------------------------------- | ----------------------------------- | ----------------------------------- | ----------------------------------- | ----------------------------------- | ----------------------------------- |
| №                                   | Дата                                | Оппонент                            | Счёт                                | Голы                                | Соревнование                        |                                     |
| 1                                   | 3 июня 2014                         | Австрия                             | 1 : 2                               | -                                   | Товарищеский матч                   |                                     |

## Достижения
- Обладатель Суперкубка Чехии: 2014
- Вице-чемпион Чехии: 2014/15